# Mesomyia paralurida
Mesomyia paralurida är en tvåvingeart som först beskrevs av Ferguson och Henry 1920.  Mesomyia paralurida ingår i släktet Mesomyia och familjen bromsar. Inga underarter finns listade i Catalogue of Life.